# Salix atopantha
Salix atopantha — вид квіткових рослин із родини вербових (Salicaceae).

## Морфологічна характеристика
Це кущ до 1–2 метри заввишки. Гілочки чорнувато-фіолетові або жовтувато-червоні, спочатку волосисті, потім майже голі. Листкова пластина еліптично-довгаста чи довгаста, рідше ланцетна, 15–25(40) × 5–10 мм, знизу білувата й гола, зверху тьмяно-коричнева й спочатку запушена потім гола; край нечітко залозистий, пилчастий, рідше цільний, верхівка гостра чи тупа; опале листя минулого року кольору іржі; листкова ніжка 2–6 мм. Чоловічі сережки 15–20 × 5–6 мм. Чоловіча квітка: пиляки жовті або в дистальній частині сережки червоні, кулясті. Жіноча квітка: зав'язь яйцеподібна, шерстиста, сидяча.

## Середовище проживання
Північно-Центральний, Південно-Центральний і Південно-Східний Китай, Цинхай, Тибет. Населяє гірські схили, долини, біля річок; на висотах 2900–4100 метрів.